# Gerrit Jan Pijman
Gerrit Jan Pijman (Deventer, 31 januari 1750 - Utrecht, 9 juni 1839) was een Nederlands militair en politicus ten tijde van de Bataafse Republiek.
Pijman was een patriottisch gezinde officier die in 1787 commandant van Zwolle werd, maar na de Pruisische inval naar het buitenland uitweek. Hij keerde in 1794 terug en was lid van het Comité Revolutionair en speelde daarna een belangrijke rol bij de organisatie van het leger. Pijman werd in 1798 agent (minister) van Oorlog. In 1801 werd hij lid van het Uitvoerend Bewind en later dat jaar van het Staatsbewind. Daarna was hij opnieuw minister van Oorlog en enige tijd directeur-generaal der posterijen.

## Bibliografie

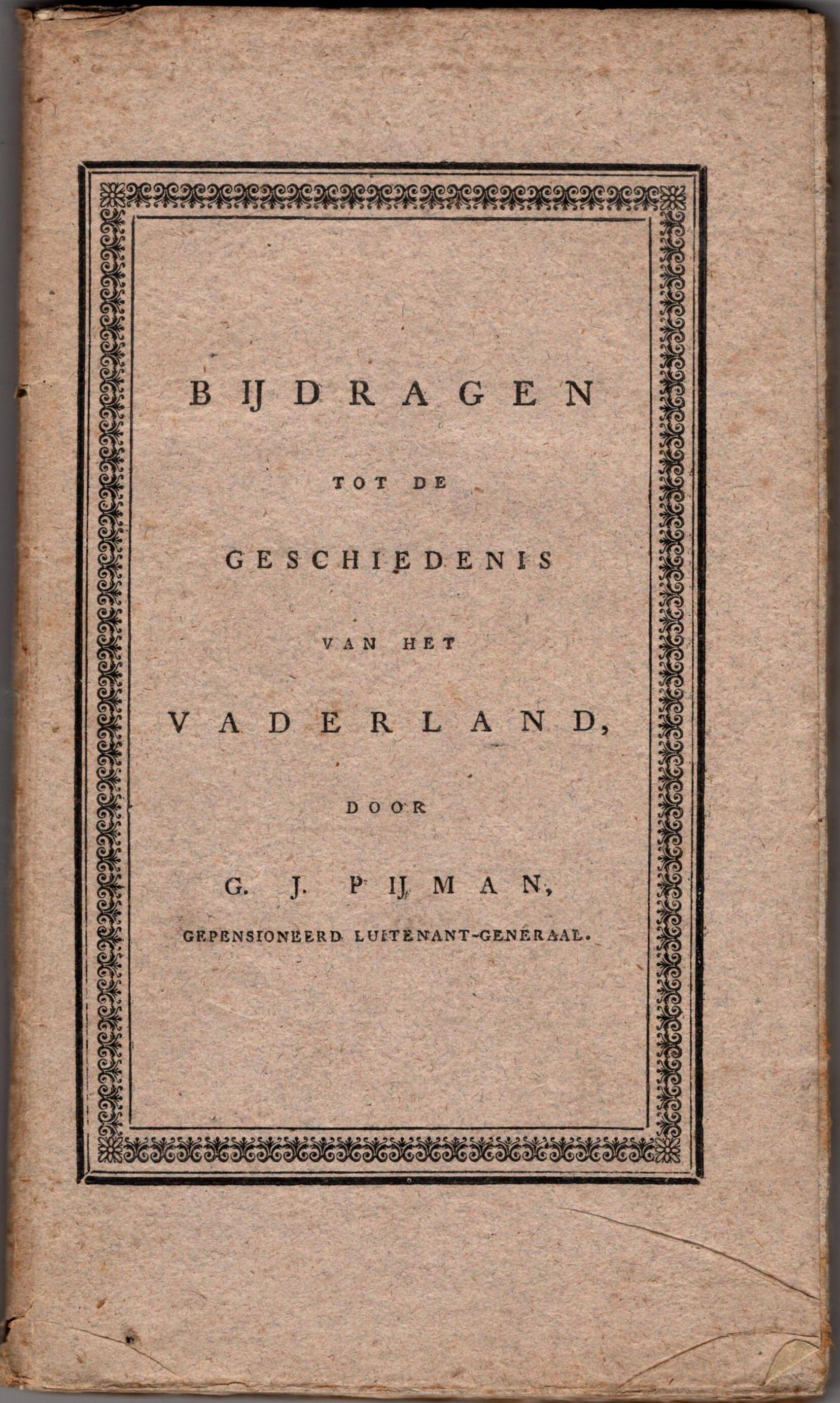